# Kornspeicher Engbütteler Straße 4
Der Kornspeicher Engbütteler Straße 4 in der niedersächsischen Gemeinde Wurster Nordseeküste, Ortsteil Misselwarden, im Landkreis Cuxhaven, aus der zweiten Hälfte des 18. Jahrhunderts.
Aktuell (2024) wird er landwirtschaftlich genutzt oder steht leer.
Das Gebäude steht unter Denkmalschutz (siehe auch Liste der Baudenkmale in Wurster Nordseeküste).

## Beschreibung
Das zweigeschossige Gebäude in Backstein auf der Hofanlage Engbütteler Straße mit Satteldach, zur straßenseitigen Fassade mit rundbogigen Ladeluken und seitlichen Pilastern, wurde 1764 gebaut (Inschrift) durch die Familie Dürels.
Auf der Hofanlafe stehen weitere ältere und neuere nicht denkmalgeschützte Gebäude.
Das Landesdenkmalamt befand u. a.: „… ein äußerst selten anzutreffender Bautyp im Landkreis …“